# Municipio de Nineveh (condado de Adair)
El municipio de Nineveh (en inglés: Nineveh Township) es un municipio ubicado en el condado de Adair en el estado estadounidense de Misuri. En el año 2010 tenía una población de 1289 habitantes y una densidad poblacional de 9,15 personas por km².

## Geografía
El municipio de Nineveh se encuentra ubicado en las coordenadas 40°16′47″N 92°41′29″O / 40.27972, -92.69139. Según la Oficina del Censo de los Estados Unidos, el municipio tiene una superficie total de 140.93 km², de la cual 140,58 km² corresponden a tierra firme y (0,25 %) 0,35 km² es agua.

## Demografía
Según el censo de 2010, había 1289 personas residiendo en el municipio de Nineveh. La densidad de población era de 9,15 hab./km². De los 1289 habitantes, el municipio de Nineveh estaba compuesto por el 98,76 % blancos, el 0,31 % eran amerindios, el 0,08 % eran de otras razas y el 0,85 % eran de una mezcla de razas. Del total de la población el 0,54 % eran hispanos o latinos de cualquier raza.